# Улица Шмидта (Таруса)
Улица Шмидта — улица в исторической части Тарусы. Проходит от улицы Луначарского до транспортной развязки на улице Горького. Протяжённость улицы 925 метров.
Расположенная на улице Тарусская фабрика художественной вышивки входит в число туристических достопримечательностей города

## История
Улица прошла по острожной части города (здесь, в районе современного д. 1 по улице Пушкина, находилась городская тюрьма — острог), за оврагом Посерка. До начала XX века эта местность оставалась незастроенной, заросшей густым берёзовым лесом. Около 1900 года местность была отведена под застройку (кварталы № 30, 31, 35 и 36). Строительство началось в период русско-японской войны (1904—1905), в шутку эти новые постройки получили название «Порт-Артур», такое название закрепилось в городской топонимике.
Современное название в память крупного советского учёного и организатора науки О. Ю. Шмидта (1891—1956).
В 1926 году в Тарусу приехал учёный-агроном Н. П. Ракицкий (1888—1975). На участке бывшего пастбища, выделенного ему городскими властями, он построил дом (современный адрес — д. 38) и разбил сад. На территории сада Николай Петрович проводил свои интересные опыты по интродукции растений из других климатических зон, второй целью было восстановление здоровья жены, писательницы Софьи Федорченко (1880—1959). По местным меркам дом был очень представителен (во время кратковременной оккупации Тарусы в 1941 году, здесь разместился немецкий офицер). Ракицкий выступил также как коллекционер произведений искусства, которые в значительной степени передал потом Тарусской картинной галерее, выступив одним из её основателей. После ухода Н. П. Ракицкого из жизни дом и сад запустели.
Воспоминания о Тарусе второй половины 1941 года (в том числе — в оккупацию) оставила жившая в д. 22 по улице Нина Монич.
В декабре 1963 года на улице было сдано в эксплуатацию новое здание Тарусской вышивки
В 2021 году часть улицы Шмидта от д. 40 до д. 1 по улице Спиридонова переименовали в улицу Ракитского.
1 мая 2022 года в д. 38 на улице открыт дом-музей Н. П. Ракицкого, проводятся экскурсии, образовательные и творческие мероприятия для детей и взрослых.
История улицы продолжает изучаться краеведами

## Достопримечательности
д. 2 — Дом писателей А. К. Виноградова и Н. В. Богданова
д. 11А — музей Сергея Жарова
д. 14А — ООО НХП «Тарусская вышивка»
д. 38 — Сад и дом-музей Николая Петровича Ракицкого

## Известные жители
д. 38 — Николай Ракицкий, Софья Федорченко